# Dây chằng gan - vị
Dây chằng gan - vị (tiếng Anh: hepatogastric ligament) là một phần của mạc nối nhỏ nối cửa gan tới bờ cong nhỏ dạ dày. Dây chằng chứa động mạch gan phải và động mạch gan trái. Tại ổ bụng, dây chằng gan - vị phân chia ổ phúc mạc lớn (túi lớn) với túi mạc nối (túi nhỏ). Trong phẫu thuật, dây chằng gan - vị hay bị đánh thủng để thăm dò túi mạc nối.

## Ảnh

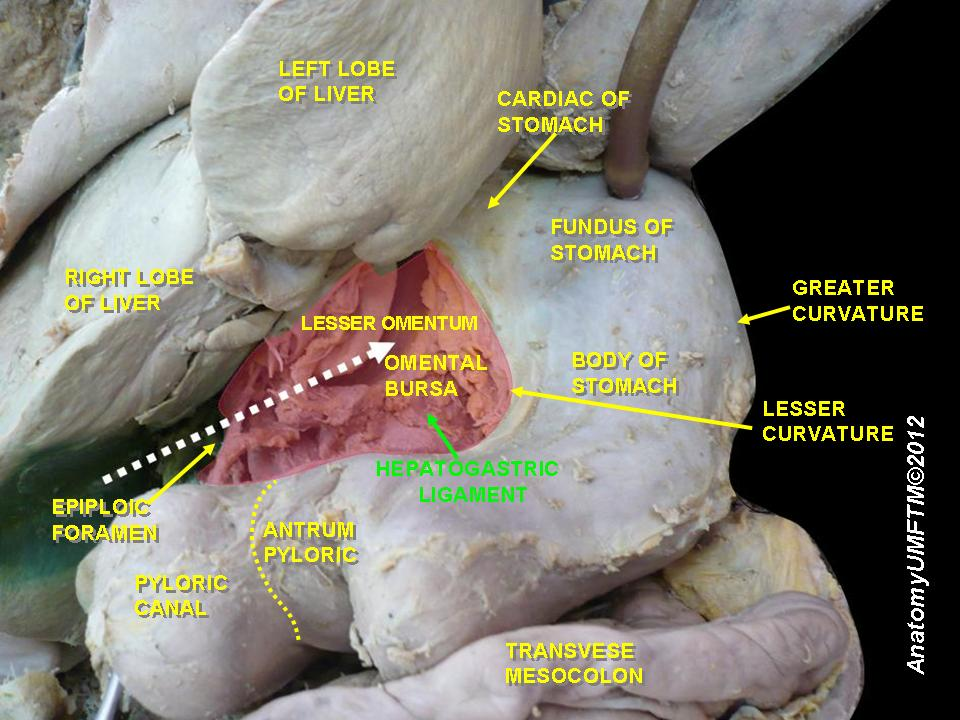
Dây chằng gan - vị